# 야비쿠 쇼헤이
야비쿠 쇼헤이(일본어: 屋比久 翔平, 1995년 1월 4일~)는 일본의 레슬링 선수로 2020년 하계 올림픽 그레코로만형 웰터급 부문에서 동메달을 획득했다. 